# Tanéka (peuple)
Pour les articles homonymes, voir Tanéka.
Les Tanéka (ou Tanewa, Tangba, Tongba) sont une population vivant au nord-ouest du Bénin, dans les monts Tanéka (chaîne de l'Atacora), aux environs de Copargo et Djougou, dans le département de la Donga.
Leur nombre est estimé entre 107 071,, selon les sources.
Les principaux villages tanéka sont Copargo, Tanéka Béri ,Tanéka Koko, Anandana, Pabégou, Singré, où les traditions sont particulièrement vivaces.
Les Tanéka ont été particulièrement étudiés par l'anthropologue italien Marco Aime (it), qui s'est notamment intéressé à leurs rapports avec le tourisme.

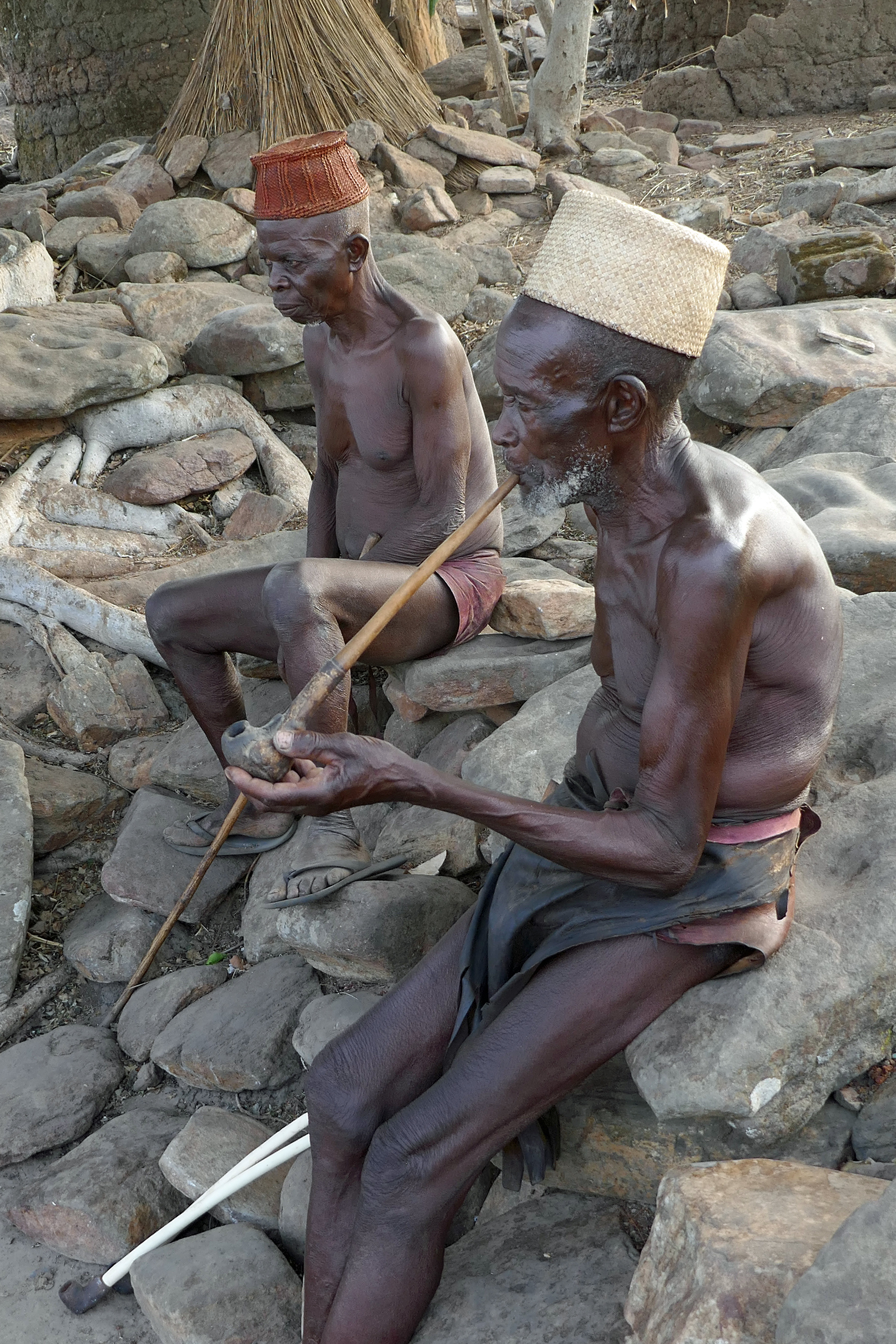
Des dignitaires Tanéka.

## Langues
Ils parlent le yom, une langue oti-volta.